# Carnoules
Ne doit pas être confondu avec Carnoux-en-Provence.
Carnoules est une commune française, située dans le département du Var en région Provence-Alpes-Côte d'Azur.
Ses habitants sont appelés les Carnoulais.

## Géographie

### Localisation
Carnoules se situe en France, à environ 6 km de Besse-sur-Issole, 20 de Brignoles, 37 de Toulon, 57 de Draguignan et 102 de Marseille.
Le territoire de la commune est limitrophe de ceux de quatre communes :
|             | Besse-sur-Issole |                                   |
|             | Carnoules        | Pignans                           |
| Puget-Ville |                  | Collobrières (par un quadripoint) |

### Géologie et relief
Une vallée traverse la commune d'est en ouest. Le point culminant, au nord du village, est une crête surplombant le Puits du Guerriers, à 467 mètres d'altitude.
La commune compte d'autres collines, comme le Roucas (367 m), Notre Dame de la Vière (350 m), Le Défens (369 m).

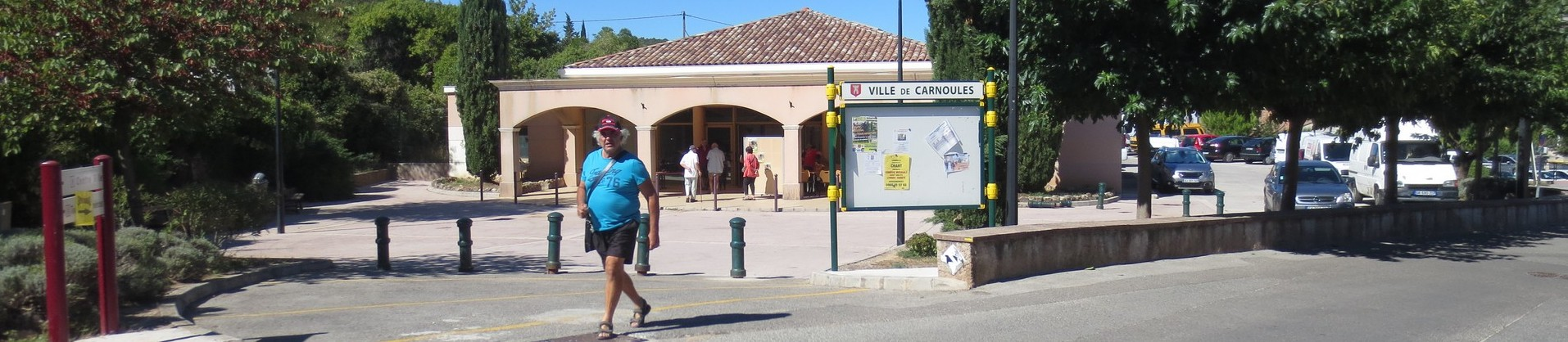
Vue panoramique de Carnoules.

La commune se compose de 40,53 hectares de territoires artificialisés (5,73 %), 484,85 hectares de territoires agricoles (68,58 %) et 181,78 hectares de forêts et milieux semi-naturels (25,71 %).
Espaces naturels :
- Un espace protégé Natura 2000 :

La plaine et le massif des Maures.
- Deux zones naturelles d'intérêt écologique, faunistique et floristique (Znieff) :

Massif des Maures.
Barres et collines de Rocbaron et de Carnoules.
La commune est membre du projet de "Géopark Maures- Esterel". En effet, outre les 47 communes situées dans le strict périmètre du projet, 24 sont en périphérie du territoire candidat constituant les portes d'entrée du Géopark et sont partenaires du projet. 
- Massifs calcaires du Trias au Crétacé dans le BV de l'Argens[8].
- Alluvions du Gapeau[9].
- Domaine marno-calcaire et gréseux de Provence est - BV Cotiers est.
- Socle Massif de l'Esterel, des Maures et Îles d'Hyères.

### Hydrographie et les eaux souterraines
Carnoules est traversée par plusieurs rivières :
- le Réal Martin, affluent du Gapeau ;
- le Merlançon, le Vallon des Bîmes et le Ruisseau de Carnoules, affluents du Réal Martin ;
- la Font de l'Ile, affluent du Ruisseau de Carnoules.

#### Ressource en eau des contreforts de la Sainte-Baumme
Dans le secteur Cœur du Var, les communes de Gonfaron, Les Mayons, Le Cannet-des-Maures, Le Luc et Le Thoronet, appartenant au territoire Cœur de Var, n’ont pas été intégrées au secteur « Ouest Cœur de Var ». Ces cinq communes sont desservies par le syndicat d’Entraigues, dont les ressources en eau relève d’un autre contexte géographique.
- Le secteur « Ouest Cœur de Var » regroupe six communes (Cabasse, Flassans-sur-Issole, Besse-sur-Issole, Puget-Ville, Carnoules et Pignans)[11].

### Climat
Pour des articles plus généraux, voir Climat de Provence-Alpes-Côte d'Azur et Climat du Var.
En 2010, le climat de la commune est de type climat méditerranéen franc, selon une étude du Centre national de la recherche scientifique s'appuyant sur une série de données couvrant la période 1971-2000. En 2020, Météo-France publie une typologie des climats de la France métropolitaine dans laquelle la commune est exposée à un climat méditerranéen et est dans la région climatique Var, Alpes-Maritimes, caractérisée par une pluviométrie abondante en automne et en hiver (250 à 300 mm en automne), un très bon ensoleillement en été (fraction d’insolation > 75 %), un hiver doux (8 °C) et peu de brouillards.
Pour la période 1971-2000, la température annuelle moyenne est de 14,1 °C, avec une amplitude thermique annuelle de 15,6 °C. Le cumul annuel moyen de précipitations est de 839 mm, avec 6,4 jours de précipitations en janvier et 1,8 jours en juillet. Pour la période 1991-2020, la température moyenne annuelle observée sur la station météorologique de Météo-France la plus proche, « Collobrières_sapc », sur la commune de Collobrières à 12 km à vol d'oiseau, est de 14,6 °C et le cumul annuel moyen de précipitations est de 822,8 mm. 
La température maximale relevée sur cette station est de 39,9 °C, atteinte le 5 août 2017 ; la température minimale est de −9,6 °C, atteinte le 26 janvier 2005,,.
Les paramètres climatiques de la commune ont été estimés pour le milieu du siècle (2041-2070) selon différents scénarios d'émission de gaz à effet de serre à partir des nouvelles projections climatiques de référence DRIAS-2020. Ils sont consultables sur un site dédié publié par Météo-France en novembre 2022.

## Urbanisme

### Typologie
Au 1er janvier 2024, Carnoules est catégorisée bourg rural, selon la nouvelle grille communale de densité à sept niveaux définie par l'Insee en 2022.
Elle appartient à l'unité urbaine de Gonfaron, une agglomération intra-départementale regroupant quatre  communes, dont elle est ville-centre,,. Par ailleurs la commune fait partie de l'aire d'attraction de Toulon, dont elle est une commune de la couronne,. Cette aire, qui regroupe 35 communes, est catégorisée dans les aires de 200 000 à moins de 700 000 habitants,.

### Occupation des sols
L'occupation des sols de la commune, telle qu'elle ressort de la base de données européenne d’occupation biophysique des sols Corine Land Cover (CLC), est marquée par l'importance des forêts et milieux semi-naturels (66,2 % en 2018), en augmentation par rapport à 1990 (64,6 %). La répartition détaillée en 2018 est la suivante : 
forêts (54,3 %), cultures permanentes (22,4 %), milieux à végétation arbustive et/ou herbacée (12 %), zones urbanisées (7 %), zones agricoles hétérogènes (4,4 %). L'évolution de l’occupation des sols de la commune et de ses infrastructures peut être observée sur les différentes représentations cartographiques du territoire : la carte de Cassini (XVIIIe siècle), la carte d'état-major (1820-1866) et les cartes ou photos aériennes de l'IGN pour la période actuelle (1950 à aujourd'hui).

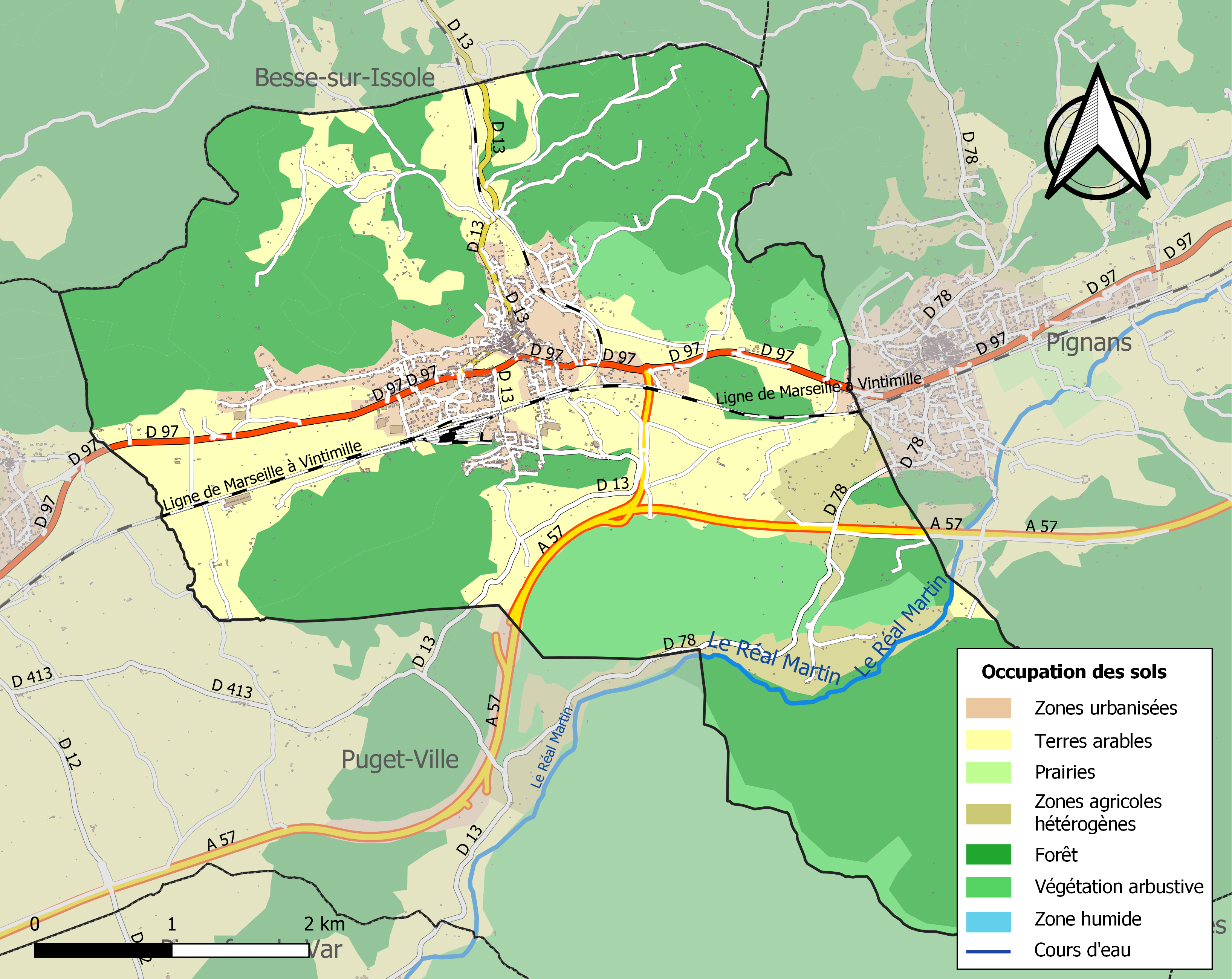
Carte des infrastructures et de l'occupation des sols de la commune en 2018 (CLC).

### Lieux-dits, hameaux et écarts
Le hameau de Bron est situé au sud du village de Carnoules.
Le quartier Saint-Michel se situe à l'est du village, en direction en direction de Pignans, le long de la ligne de chemin de fer.
La commune compte également plusieurs lieux-dits :
- les Cros de Sauvan
- les Moulières
- les Bouscarlonnes
- Saint Victor
- Notre Dame
- les Vallons
- les Naies
- les Baumes
- le quartier Saint-Michel.

### Voies de communication et transports

#### Routes et autoroutes
Carnoules est traversée par l'ex-route nationale 97 qui relie Toulon au Luc et par la route départementale 13, vers Besse-sur-Issole ou Pierrefeu-du-Var. L'autoroute A57  11 Carnoules (Toulon - Le Luc) a un échangeur à Cuers, à 10 km de Carnoules.

#### Transports en commun
- Transport en Provence-Alpes-Côte d'Azur

Commune desservie par le réseau régional de transports en commun Zou ! (ex Varlib). Les collectivités territoriales ont en effet mis en œuvre un « service de transports à la demande » (TAD), réseau régional Zou !.
Carnoules est desservie par la Ligne les Arcs - Toulon et par plusieurs lignes scolaires.

#### Transports ferroviaires

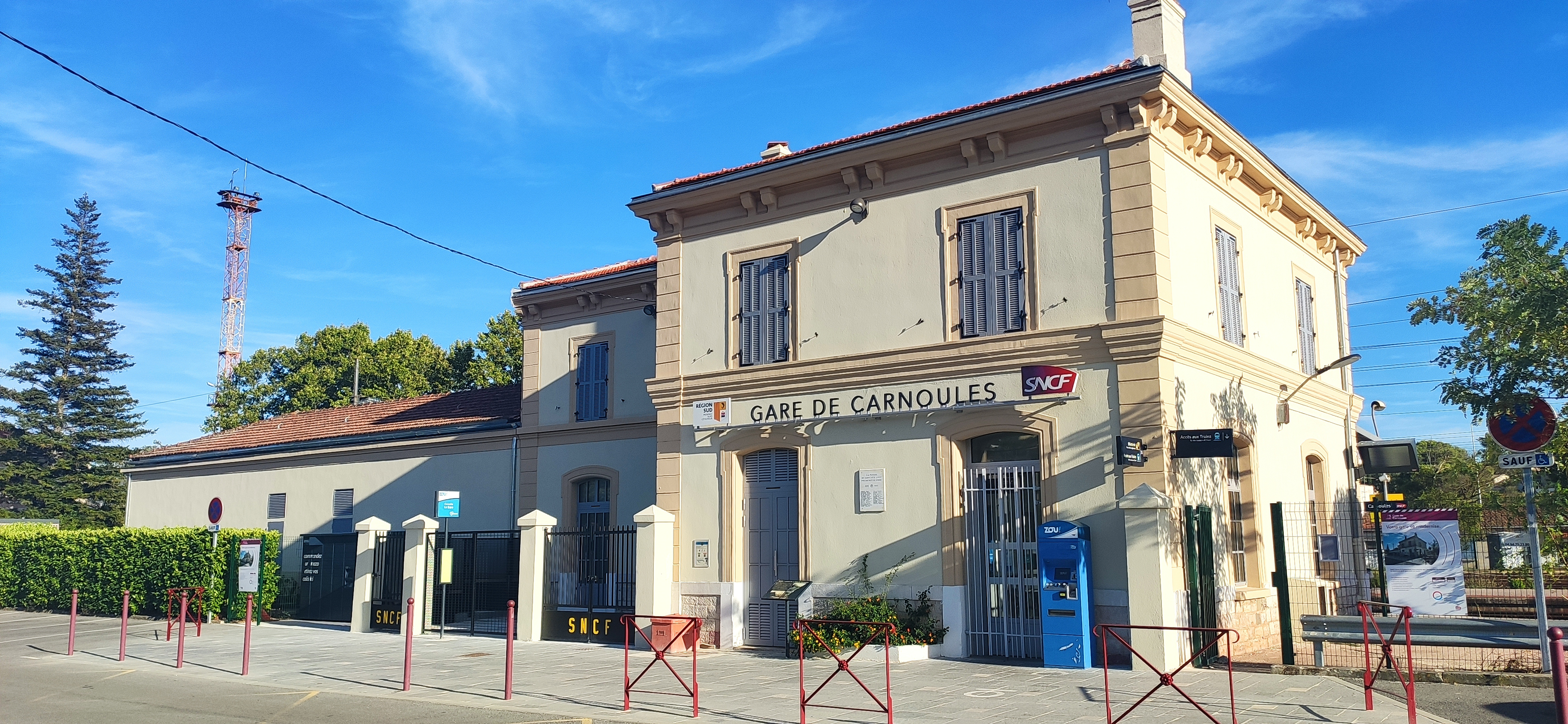
Bâtiment voyageurs.

La gare de Carnoules est desservie par les trains TER Provence-Alpes-Côte d'Azur en direction de Toulon et Marseille d'une part, les Arcs et au-delà vers Nice et Vintimille d'autre part.

#### Transports aériens
Les aéroports les plus proches sont :
- Aéroport de Marseille Provence
- Aéroport de Toulon-Hyères
- Aéroport de Nice-Côte d'Azur

#### Ports
- Ports en Provence-Alpes-Côte d'Azur :
  - Rade de Toulon,
  - Port Lympia (port de Nice),
  - Port de Marseille,
  - Port Hercule (Port de Monaco).

### Risques majeurs

#### Risques sismiques
La commune est située en zone de sismicité 2 faible,.

## Toponymie
Carnoules, au pied d'une colline rocailleuse, est dérivé du mot pré-celtique et celtique *karn qui signifie « monticule de pierre », dont le pluriel *karniou signifie « tas de pierre », lui-même formé sur la racine pré-indo-européen *kar,,, « pierre, rocher » avec un suffixe pré-gaulois ou gaulois.

## Histoire
Peu avant la Révolution française, l’agitation monte. Outre les problèmes fiscaux présents depuis plusieurs années, la récolte de 1788 avait été mauvaise et l’hiver 1788-1789 très froid. L’élection des États généraux de 1789 avait été préparée par celles des États de Provence de 1788 et de janvier 1789, ce qui avait contribué à faire ressortir les oppositions politiques de classe et à provoquer une certaine agitation. Au moment de la rédaction des cahiers de doléances, fin mars, une vague insurrectionnelle secoue la Provence. Une émeute anti-seigneuriale se produit à Carnoules le 1er avril. Les habitants, paysans peu dotés et artisans, se soulèvent contre leur seigneur. Dans un premier temps, la réaction consiste dans le rassemblement d’effectifs de la maréchaussée sur place. Puis des poursuites judiciaires sont diligentées, mais les condamnations ne sont pas exécutées, la prise de la Bastille comme les troubles de la Grande peur provoquant, par mesure d’apaisement, une amnistie début août.
(Attention, après vérification,le paragraphe ci-après concernant la commune de Carnoulés dans le Gard et non Carnoules dans le Var) Ce territoire a autrefois connu une exploitation minière du minerai de Plomb−Zinc, qui a laissé des séquelles environnementales (pollution par divers métaux lourds, dont notamment le thallium, le plus toxique des métaux lourds). Une étude publiée en 2011 a trouvé jusqu'à 534 μg/L de thallium, issu du drainage minier acide dans le ruisseau Reigous en aval de la mine abandonnée. Ce taux atteignait encore 5,44 μg/L dans la rivière Amous qui reçoit le ruisseau Reigous. la forme Tl(I), la plus toxique, prédominait (constituant plus 98% du Tl total dissous) par rapport au Tl(III)
En 1862, le train fait sa première apparition et Carnoules reste pendant plusieurs années le seul dépôt ferroviaire entre Marseille et Nice. Ainsi, la gare se développe avec plus de 80 locomotives à vapeur et un grand nombre de cheminots travaillent dans le village. L'importance du dépôt durant la Seconde Guerre mondiale motive le bombardement du 25 mai 1944 où 600 bombes sont lâchées sur la commune tuant un grand nombre d'agent de la SNCF ; une plaque inscrite sur la façade de la gare de Carnoules « A la mémoire des agents de la SNCF tués par faits de guerre, 1939/SNCF/1945 » commémore cet évènement.
La conclusion du pacte germano-soviétique fin août 1939 et le déclenchement de la Seconde Guerre mondiale suscitent une chasse aux communistes, à la fois dans l’espace politique (le parti est interdit, les maires suspendus) et dans l’espace symbolique : Albert Sarraut, ministre de l’Intérieur, envoie une circulaire aux préfets leur enjoignant de mener la chasse aux noms de rues évoquant le communisme, ce qui est un tournant, car le gouvernement n’intervient pas dans ce domaine qui relève traditionnellement du pouvoir des communes. C’est ainsi qu'à Carnoules, la rue Lénine et la place Rouge sont débaptisées.
La deuxième moitié du XXe siècle voit la disparition de la traction à vapeur au profit de la traction électrique mais également de la voiture, ce qui entraîne l'arrêt de l'activité du dépôt. Aujourd'hui, cette activité passée est fièrement exposée à l’entrée ouest du village avec la présence de la locomotive type 4B-9 et son tender de 1893.

## Politique et administration

### Intercommunalité
Carnoules est membre de la communauté de communes Cœur du Var, créée en janvier 2002, qui rassemble onze communes et 43 796 habitants en 2020.

### Politique environnementale
Carnoules ne dispose pas de déchèterie. Le dépôt se fait sur les communes de Pignans et Flassans-sur-Issole.

### Finances communales

#### Budget et fiscalité 2023
En 2023, le budget de la commune était constitué ainsi :
- total des produits de fonctionnement : 4 835 000 €, soit 1 334 € par habitant ;
- total des charges de fonctionnement : 3 934 000 €, soit 1 086 € par habitant ;
- total des ressources d’investissement : 1 785 000 €, soit 493 € par habitant ;
- total des emplois d’investissement : 1 862 000 €, soit 514 € par habitant.
- endettement : 2 919 000 €, soit 805 € par habitant.

Avec les taux de fiscalité suivants :
- taxe d’habitation : 18,70 % ;
- taxe foncière sur les propriétés bâties : 40,00 % ;
- taxe foncière sur les propriétés non bâties : 110,26 % ;
- taxe additionnelle à la taxe foncière sur les propriétés non bâties : 0,00 % ;
- cotisation foncière des entreprises : 0,00 %.

Chiffres clés Revenus et pauvreté des ménages en 2021 : médiane en 2021 du revenu disponible, par unité de consommation : 22 340 €.

## Population et société

### Démographie
L'évolution du nombre d'habitants est connue à travers les recensements de la population effectués dans la commune depuis 1793. Pour les communes de moins de 10 000 habitants, une enquête de recensement portant sur toute la population est réalisée tous les cinq ans, les populations de référence des années intermédiaires étant quant à elles estimées par interpolation ou extrapolation. Pour la commune, le premier recensement exhaustif entrant dans le cadre du nouveau dispositif a été réalisé en 2007.

En 2022, la commune comptait 4 120 habitants, en évolution de +19,01 % par rapport à 2016 (Var : +4,98 %, France hors Mayotte : +2,11 %).
| 1793 | 1800 | 1806 | 1821  | 1831 | 1836  | 1841  | 1846  | 1851  |
| ---- | ---- | ---- | ----- | ---- | ----- | ----- | ----- | ----- |
| 849  | 866  | 907  | 1 038 | 966  | 1 056 | 1 084 | 1 165 | 1 143 |

| 1856  | 1861  | 1866  | 1872  | 1876  | 1881  | 1886  | 1891 | 1896  |
| ----- | ----- | ----- | ----- | ----- | ----- | ----- | ---- | ----- |
| 1 209 | 1 365 | 1 282 | 1 260 | 1 555 | 1 616 | 1 435 | 983  | 1 036 |

| 1901  | 1906  | 1911  | 1921  | 1926  | 1931  | 1936  | 1946  | 1954  |
| ----- | ----- | ----- | ----- | ----- | ----- | ----- | ----- | ----- |
| 1 059 | 1 086 | 1 401 | 1 408 | 1 471 | 1 706 | 1 533 | 1 772 | 1 480 |

| 1962  | 1968  | 1975  | 1982  | 1990  | 1999  | 2006  | 2007  | 2012  |
| ----- | ----- | ----- | ----- | ----- | ----- | ----- | ----- | ----- |
| 1 445 | 1 449 | 1 385 | 1 761 | 2 292 | 2 594 | 3 092 | 3 162 | 3 385 |

| 2017  | 2022  | - | - | - | - | - | - | - |
| ----- | ----- | - | - | - | - | - | - | - |
| 3 448 | 4 120 | - | - | - | - | - | - | - |

### Enseignement
Carnoules dépend de l'académie de Nice (zone A). Richard Laganier est recteur de l'académie depuis le 1er avril 2019.
Les établissements d'enseignements :
- Écoles maternelles et primaires :

Les élèves de Carnoules commencent leurs études à l'école maternelle et primaire de la commune.
- Enseignement secondaire :

Les collégiens se rendent à Besse-sur-Issole ou Cuers, les lycéens au Luc-en-Provence, Hyères ou Toulon.
Carnoules compte un établissement  privé, le collège Jean-Baptiste Fouque.
- Enseignement supérieur :

Les étudiants peuvent se rendre à l'université de Toulon.

### Sports
Carnoules compte quelques clubs et équipements sportifs sportifs : un centre équestre, le Tennis Club Carnoulais, un club de football (le FC Carnoules, qui évolue sur le stade Jacques Bracchet dans le quartier de Bron).
Le Tour méditerranéen 2011 cycliste traverse Carnoules lors de la 3e étape, entre Carnoux-en-Provence et La Farlede.
La commune est traversée par le GR 9.

### Santé
Deux médecins généralistes sont installés dans la commune, ainsi qu'une pharmacie, un dentiste et plusieurs infirmiers. L'hôpital le plus proche est situé à Pierrefeu-du-Var.

### Cultes
- La paroisse de l'Assomption-de-Notre-Dame de Carnoules, de culte catholique, dépend du diocèse de Fréjus-Toulon, doyenné de Brignoles[59].

## Économie

### Entreprises et commerces

#### Agriculture
- Coopérative vinicole dite Coopérative la Laborieuse[60].

#### Tourisme
- Auberges et restaurants.
- Le village des tortues.

#### Commerces et artisanat
- Commerces et services de proximité[61].
- Artisanat d'art[62].

## Culture locale et patrimoine

### Lieux et monuments

#### Patrimoine religieux
- L'église Notre-Dame-de-l'Assomption, construite en 1842 située sur la place Gabriel-Péri (au centre du village)[63] et sa cloche de 1672[64] ;
- Chapelle Saint-Jean[65] ;
- Chapelle Saint-Michel[66] ;
- Chapelle Notre-Dame[67] ;
- Notre-Dame de la Vière, aussi dénommée Notre-Dame-de-Bon-Secours[68].

La chapelle a été réaménagée sur l'ancien site médiéval entre 1819 et 1825. Elle appartenait au site de l'ancien castrum du Château Royal du XIIe siècle. Accolé au prieuré, un bâtiment permettait d’accueillir les pèlerins en route vers Saint-Jacques-de-Compostelle.
- Couvent d'Observants Notre-Dame-de-Consolation[69] ;
- Monuments commémoratifs : Plaque commémorative SNCF[70], monument aux morts[71],[72] ;
- Oratoires[73].

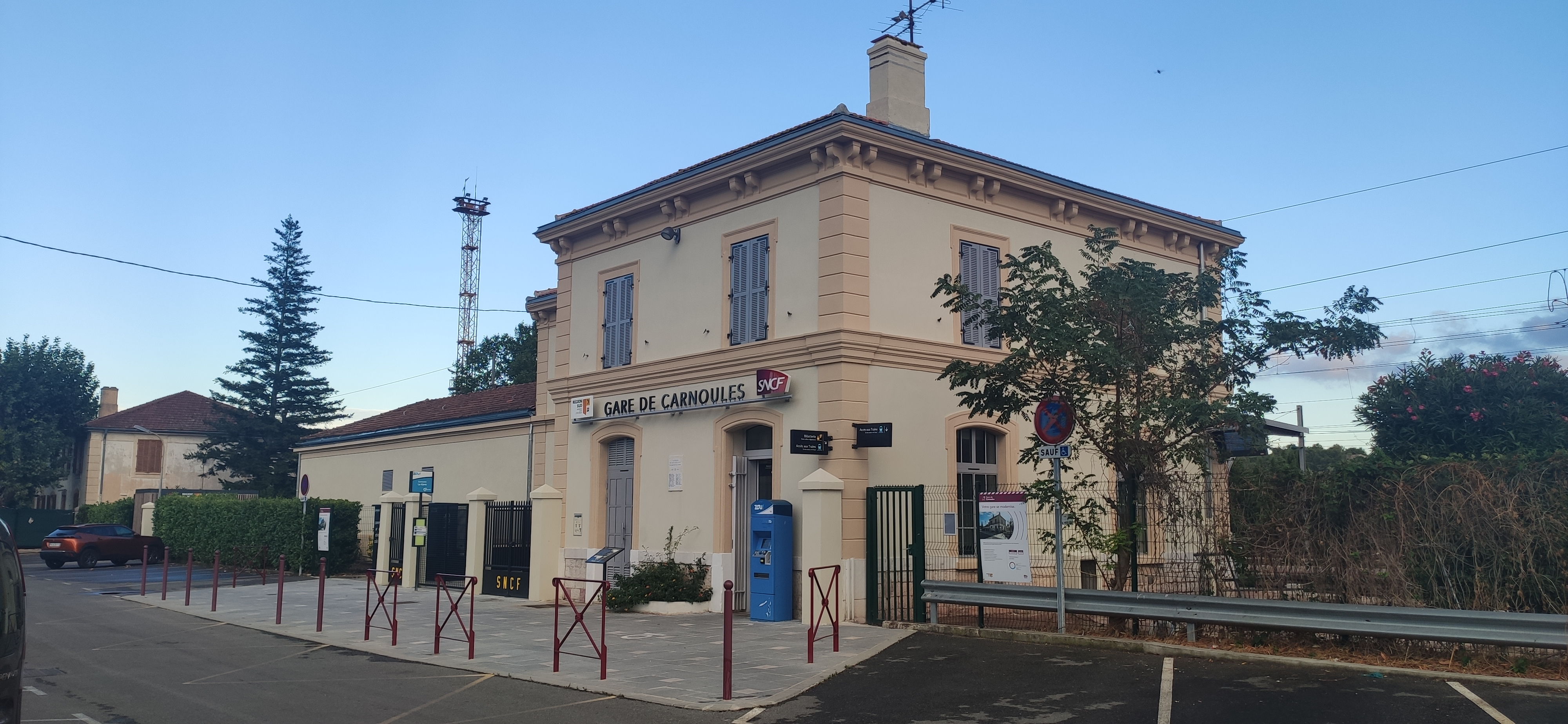
La gare SNCF.
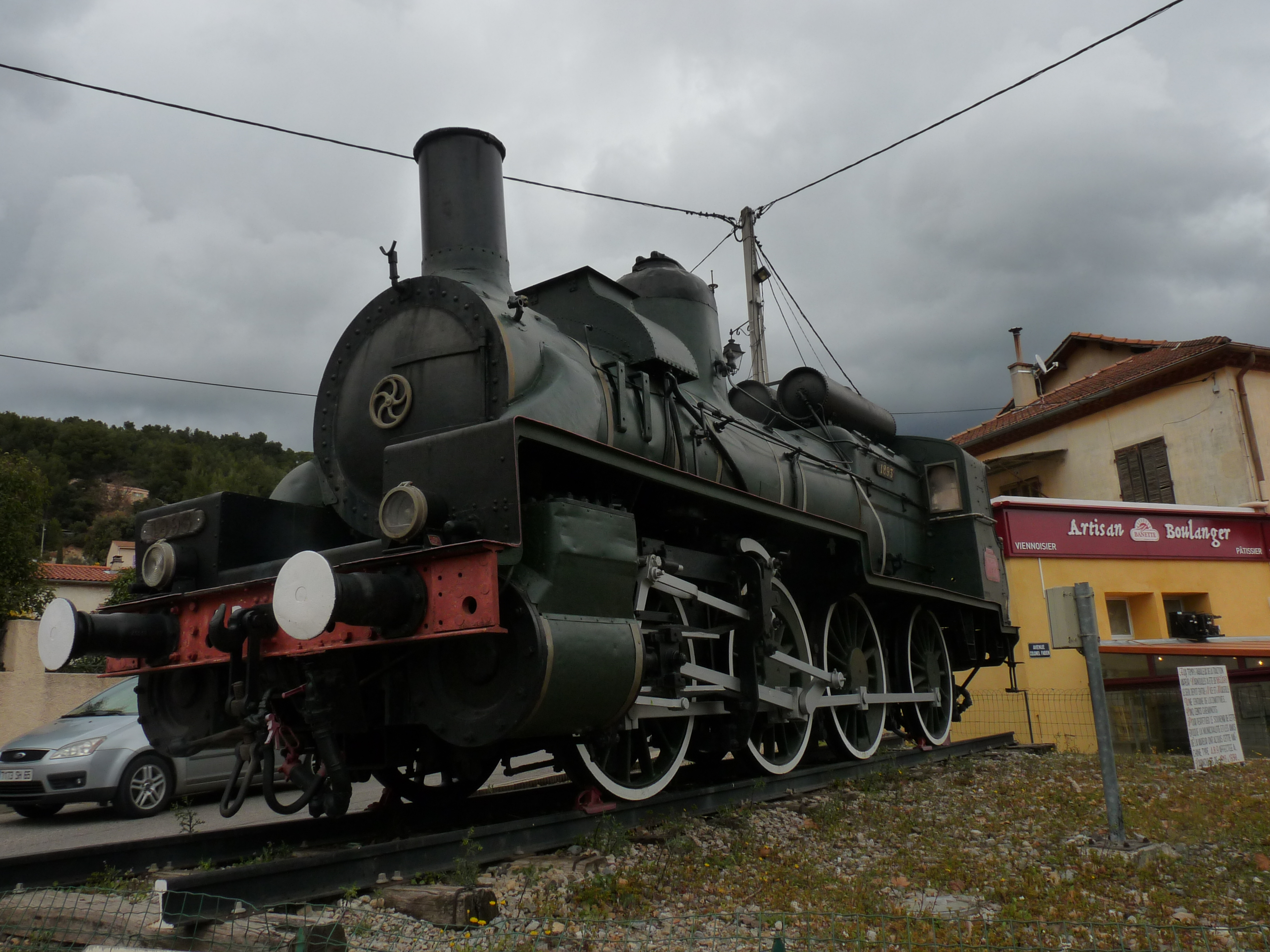
La locomotive 4B9 avant son déplacement et l'ajout de son tender.
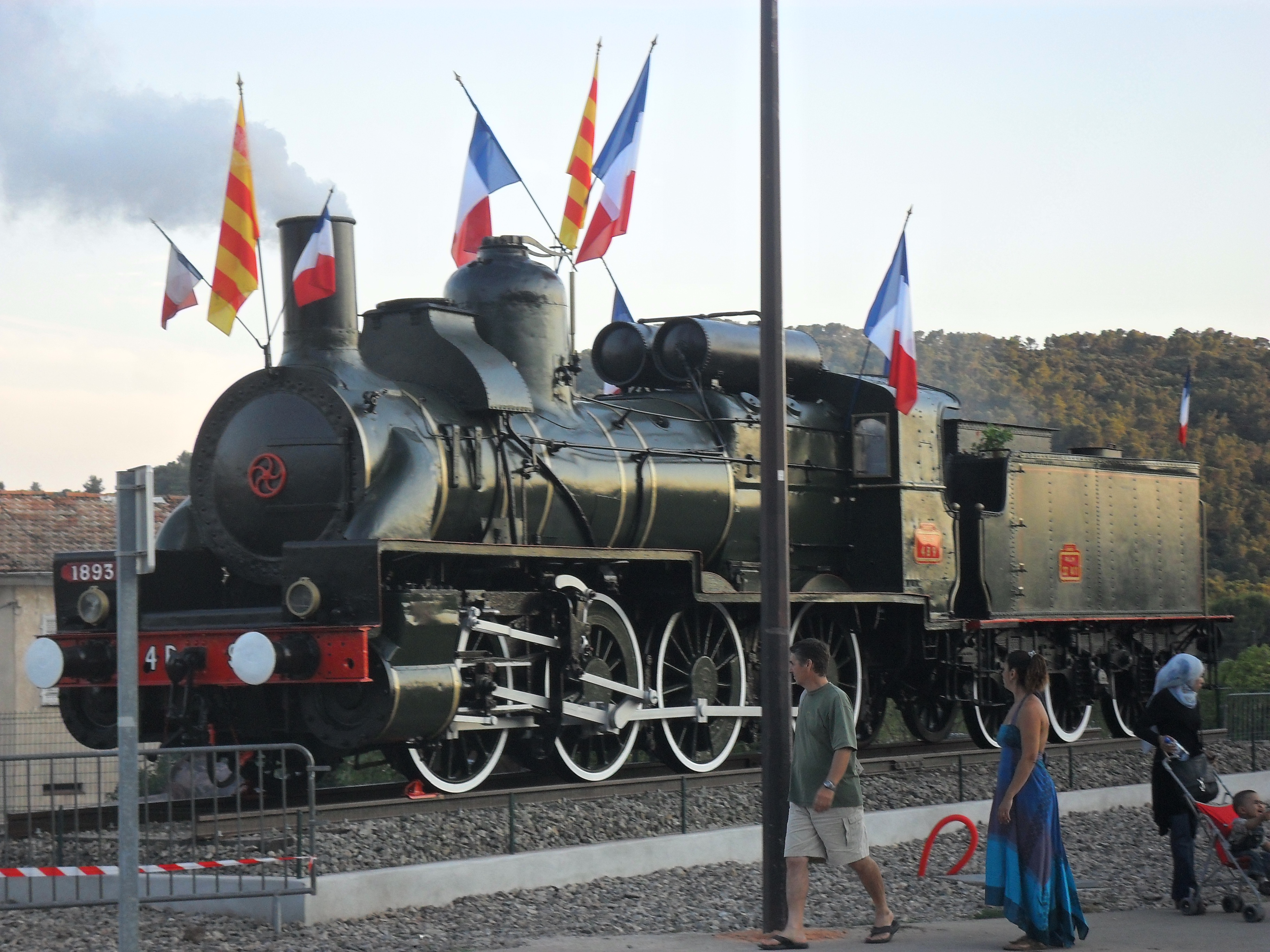
La locomotive 4B9 après son déplacement et l'ajout de son tender[74].
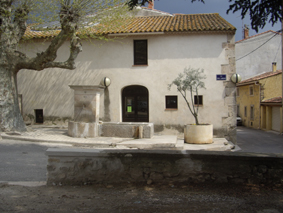
L'ancien moulin à huile.

#### Patrimoine civil
- Mairie[75] ;
- Les ruines du castrum[76],[77],[78];
- La locomotive 4B9, après son déplacement et l'ajout de son tender[79] 4B9 et son tender. La locomotive[80]  était située sur la RD 97 (anciennement  RN 97) à l'entrée ouest de l'agglomération (depuis 1979) et depuis le 26 juillet 2011 a été transférée de l'autre côté de son emplacement d'origine pour accueillir son tender[81],[82] ;
- La cité ouvrière dite Cité SNCF a été conservée et rénovée[83] ;
- L'ancien moulin à huile qui date de 1830, ouvert lors d'expositions, dans lequel sont restés en l'état les principaux éléments (meule, scourtins, presses, etc.)[84],[85] ;
- Lavoirs et fontaines[86],[87],[88],[89],[90].

### Personnalités liées à la commune
- Henri Viltard (1923-1947), résistant français, Compagnon de la Libération, né à Carnoules.
- Robert Blanc (1944-1992), ancien footballeur français né à Carnoules.

### Héraldique
| Blason de Carnoules | Blason  | De gueules à la tour crénelée de sept pièces d'argent, ouverte du champ. |
| Blason de Carnoules | Détails | Le statut officiel du blason reste à déterminer.                         |